# Trailer Park Boys: The Movie
Trailer Park Boys: The Movie også kendt som The Big Dirty er en canadisk komediefilm fra 2006 baseret på den canadiske komedieserie Trailer Park Boys. Filmen var nomineret i tre kategorier ved uddelingen af Genie-priserne i 2007, bl.a. i kategorien bedste film.